# Hoplophorella collaris
Hoplophorella collaris är en kvalsterart som först beskrevs av Balogh 1958.  Hoplophorella collaris ingår i släktet Hoplophorella och familjen Phthiracaridae. Inga underarter finns listade i Catalogue of Life.